# Festival Internacional de Cine de Berlín 1952
La 2da entrega anual del Festival de Cine de Berlín se llevó a cabo desde el 12 hasta el 25 de junio. 
La organización de FIAPF prohibió la adjudicación de los premios oficiales, ya que el festival de Cannes y Venecia solo fueron calificados para hacerlo, esta vez los premios fueron entregados de acuerdo a la votación del público. Esto fue cambiado en 1956 cuando la FIAPF concedió al Festival de Berlín poder otorgar los premios de una manera diferente.

## Películas en competición
La siguiente lista presenta a las películas que compiten por oso de oro:
| Título en español                    | Título original            | Director(es)     | País        |
| ------------------------------------ | -------------------------- | ---------------- | ----------- |
| Tierra prometida                     | Cry, the Beloved Country   | Zoltán Korda     | Reino Unido |
| Fanfán el invencible                 | Fanfan la Tulipe           | Christian-Jaque  | Francia     |
| Un solo verano de felicidad          | Hon dansade en sommar      | Arne Mattsson    | Suecia      |
| Rashomon                             | Rashomon                   | Akira Kurosawa   | Japón       |
| El río                               | Le Fleuve                  | Jean Renoir      | Francia     |
| Milagro en Milán                     | Miracolo a Milano          | Vittorio De Sica | Italia      |
| Un grand patron                      | Un grand patron            | Yves Ciampi      | Francia     |
| Moglie per una notte                 | Moglie per una notte       | Mario Camerini   | Italia      |
| Unter den tausend Laternen           | Unter den tausend Laternen | Erich Engel      | Alemania    |
| El alcalde, el escribano y su abrigo | Il Cappotto                | Alberto Lattuada | Italia      |
| Muerte de un viajante                | Death of a Salesman        | László Benedek   | USA         |
| Tre storie proibite                  | Tre storie proibite        | Augusto Genina   | Italia      |

## Palmarés
Los siguientes premios fueron entregados por el jurado:
Oso de Oroː
- Un solo verano de felicidad de Arne Mattsson

Oso de Plataː
- Fanfán el invencible de Christian-Jaque

Oso de bronceː
- Tierra prometida de Zoltán Korda